# Ronald M. Evans
Ronald M. Evans, född 17 april 1949 i Los Angeles, är en amerikansk biolog.
Evans studerade vid University of California, Los Angeles, där han tog en bachelorexamen (B.A.) i bakteriologi och en Ph.D.-examen i mikrobiologi. Han var postdoc vid Rockefeller University 1975-1978 och har sedan 1978 varit verksam vid Salk Institute, där han 1986 blev fullvärdig professor. Sedan 1985 är han också adjungerad professor vid University of California, San Diego.
Evans forskning gäller kärnreceptorer.
Evans är ledamot av American Academy of Arts and Sciences och The National Academy of Sciences. Han tilldelades Albert Lasker Award for Basic Medical Research 2004.